# Liste des partis politiques en Australie
L’Australie est une démocratie multipartite. Historiquement, la vie politique s'y est axée sur une opposition entre le Parti travailliste et une succession de partis ou de coalitions anti-travaillistes (parfois appelés simplement non-Labor par les historiens), dont l'idéologie a évolué au fil du XXe siècle. Aujourd'hui, le principal opposant aux Travaillistes est le Parti libéral (conservateur). Il s'agit donc essentiellement d'un bipartisme, bien qu'il y ait d'autres partis importants - notamment les Verts,.
Né dans les années 1890, et issu des mouvements syndicaux, le Parti travailliste est le plus vieux parti politique du pays. Lors de la première décennie du XXe siècle, il existe trois forces politiques au Parlement : le Parti travailliste, le Parti protectionniste et le Parti pour le libre-échange (Free Trade Party). Malgré leur opposition fondamentale sur un aspect clef de la politique économique, ces deux derniers s'entendent sur leur opposition aux Travaillistes, et en 1909 opèrent une fusion surprenante pour fonder le Parti libéral du Commonwealth, ancêtre du Parti libéral actuel,. Après diverses restructurations, l'actuel Parti libéral est établi en 1944 par Robert Menzies, qui accepte notamment les fondements de l'État-providence mis en place par les Travaillistes. Son principal allié, le Parti national, est né en 1920 pour défendre les intérêts des fermiers et des communautés rurales ; les Libéraux, les Nationaux et deux autres partis de droite forment ensemble « la Coalition », en place sous diverses formes depuis 1923. Il est donc courant de dire que la vie politique australienne s'articule autour d'une opposition entre les Travaillistes et la Coalition.

## Les deux principaux partis
Le Parti travailliste (Labor Party), né à la fin du XIXe siècle, est destiné initialement à permettre aux travailleurs et aux syndicats de participer à la vie politique, et d'y porter leurs revendications. Il demeure lié aux syndicats, bien qu'il se soit également ouvert à une base électorale de classe moyenne depuis les années 1970 environ, et ait introduit des politiques de libéralisation économique dans les années 1980. Il est au pouvoir au niveau fédéral en 1904 (brièvement et sans majorité claire), de 1908 à 1909, de 1910 à 1913, de 1914 à 1916, de 1929 à 1932, de 1941 à 1949 (la période de l'État-providence), de 1972 à 1975 (sous Gough Whitlam), de 1983 à 1996 (Bob Hawke puis Paul Keating, initiateurs du libéralisme économique), de 2007 à 2013 (Kevin Rudd et Julia Gillard) et depuis 2022 (Anthony Albanese). 
Le Parti libéral (Liberal Party) a été fondé en 1944 par Robert Menzies, qui se voulait le porte-voix des « travailleurs de bureau, des petits commerçants et des petits entrepreneurs qui pourvoient à leurs propres besoins et à ceux de leur famille et qui ne demandent pas l'aide de l'État ». Promouvant avant tout le libéralisme économique et la responsabilité individuelle, il est soutenu surtout par les électeurs issus de milieux aisés, mais aussi dans une certaine mesure par des ouvriers « ayant un point de vue conservateur sur les questions de société » ; c'est un parti libéral-conservateur. Si des dirigeants tels que Robert Menzies dans les années 1940 à 60 et Malcolm Fraser des années 1970 au début des années 80 restent acquis à l'idée du rôle social de l'État, dans le cadre de l'État-providence, le Parti libéral adopte ensuite un libéralisme économique plus radical, notamment sous John Howard. Son allié le Parti national (The Nationals) reste ancré dans ses origines rurales, et la promotion des intérêts des populations rurales. C'est un parti qui prône le libéralisme économique et un rôle restreint pour l'État, si ce n'est pour soutenir les agriculteurs ; il est conservateur sur le plan des mœurs. Les deux autres membres de la Coalition sont le Parti libéral rural (fondé en 1974, libéral-conservateur mais attaché à représenter spécifiquement les intérêts de la population du Territoire du Nord) et le Parti libéral national (similaire, mais pour l'État du Queensland). La Coalition a été au pouvoir au niveau fédéral de 1923 à 1929, de 1932 à 1941, de 1949 à 1972 (ce qui inclut l'ère Menzies), de 1975 à 1983, de 1996 à 2007, et de 2013 à 2022.

## Autres partis importants
Les Verts en tant que parti fédéral datent de 1992. Ils se concentrent principalement sur les questions d'écologie et de justice sociale, mais soutiennent aussi la démocratie participative et le multiculturalisme. À la suite des élections de 2013 ils disposent d'un siège à la Chambre des représentants et de 10 au Sénat.
Les deux seuls autres partis actuellement représentés à la Chambre des représentants, avec un député chacun, sont le Parti unifié de Palmer (Palmer United Party), fondé en 2013 par le milliardaire Clive Palmer et qui soutient notamment des baisses de taxes sur les entreprises, et le Parti australien de Katter (Katter's Australian Party, fondé en 2011), parti conservateur qui souhaite ancrer la société australienne dans les « valeurs chrétiennes ». Enfin, quatre partis disposent chacun d'un sénateur, sans avoir de député à la Chambre des représentants : le Parti démocrate-libéral (libertarien), le Parti Famille d'abord (conservateur), le Parti travailliste démocrate (conservateur), et le Parti des enthousiastes de l'automobile.